# Left (journal)
Pour les articles homonymes, voir Left.
Left est une revue mensuelle italienne fondée en 2006 sous forme d'hebdomadaire et traitant de thèmes politiques et culturels. Avec une ligne éditoriale orientée à gauche, il est paru en tant que supplément du journal L'Unità de 2012 à 2014.

## Histoire
La revue Left naît en 2006 en partie à la suite d'une transformation éditoriale de l'ancien hebdomadaire Avvenimenti. Cedernier, fondé en 1989, avait compté parmi ses rédacteurs de nombreuses personnalités proches de l'ancien Parti communiste italien comme Diego Novelli, Ernesto Balducci, Elena Gianini Belotti et Ugo Pirro ainsi que l'écrivain et dramaturge Dario Fo, lauréat du prix Nobel de littérature en 1997.
Les deux premiers directeurs de la revue Left sont Adalberto Minucci et Giulietto Chiesa, tous deux hommes politiques et journalistes, mais qui pourtant abandonnent cette charge au bout du deuxième numéro. Plusieurs directeurs leur succèdent alors jusqu'à aujourd'hui dont Corradino Mineo, député du parti Gauche italienne.
De 2012 à 2014, Left est aussi vendu en tant que supplément du journal L'Unità (quotidien fondé en 1924 par le philosophe marxiste Antonio Gramsci et disparu en 2017, ainsi qu'ancien organe du Parti communiste italien jusqu'en 1991).
À partir d'octobre 2022, la fréquence de la revue passe d'hebdomadaire à mensuelle.

## Rédacteurs
Plusieurs personnalités ont également écrit des articles pour Left comme l'écrivain et poète Erri De Luca ou l'écrivain algéro-italien Tahar Lamri.